# 東朋テクノロジー
東朋テクノロジー株式会社（とうほうてくのろじー、英: Toho Technology Corp.）は、愛知県名古屋市に本社を置く企業。
設備・機器の開発製造、商事・工事エンジニアリングを主な事業とする。

## 概要
1819年（文政2年）初代・富田重助 鹿助が旧鉄砲町（名古屋市中区栄三丁町・現本社所在地）に『紅葉屋（もみじや）』を創業したのが起源。化粧品・小間物など雑貨類や食用油類を取り扱い、尾張藩御用商人としての地位を築く。
明治・大正時代には築いた財を活用し、愛知豊橋の神野新田の殖産事業や、明治銀行の創業、名古屋電気鉄道の初代社長などに携わり、名古屋経済の発展に大きく寄与した。
1932年（昭和7年）に現東朋テクノロジーの前身である東亜工業を設立し、日立グループ関連会社の総合代理店として成長する。1969年（昭和44年）に東朋製作所を設立し、制御盤・電子基板などの製造から始まり、現在では世界トップシェアを誇る半導体・FPD検査装置や通信・インターフェイス機器などの開発製造を行っている。
現会長の富田和夫は名古屋商工会議所・副会頭、中部経済同友会・代表幹事、中部経済連合会・常任理事などを歴任し、社長の富田英之も名古屋商工会議所　常議員兼中小企業委員長、中部経済同友会・代表幹事を務めるなど名古屋財界において深く親交を持つ。

## 事業内容

### ファインメカ事業
半導体・FPDの生産工程を支える製造装置・検査装置で世界トップシェアの製品を数多く保有する。半導体ストレス測定装置フレクサスなど、海外の先端技術を移管し開発された製品も多い。

### エレクトロニクス事業
自動車工場で40年以上採用されている多重伝送装置TOLINEを始め、無線・電力線など通信技術をコアに持つ。自動車生産指示などのシステムや、制御盤・電子基板などの受託開発製造、近年ではインターフェイス機器などの自社製品を拡大。

### 産業都市システム事業
1946年に(株)日立製作所と特約店契約を締結。鉄道関連の電話システムを⽪切りに⽇⽴グループの総合代理店として、現在では産機製品において東海地区1位の売上を誇る。

### 環境エンジニアリング事業
日立製品の工場・ビル設備の施工・メンテナンスから始まり、現在は空調設備、給排水衛生設備建築の施工管理が主力。関連小会社に東朋空調システム、汽罐(きかん)化学工業、長宅(ながけ)電機工業を有する。

## 沿革
- 1932年(昭和7年) 東亜工業　設立
- 1961年(昭和36年) 東亜工業より家電部門を分離し、東亜家庭電器を設立
- 1969年(昭和44年) 東朋製作所設立、自動制御盤の製造を創業。家電量販チェーン　ナコーを設立
- 1970年(昭和45年) 名古屋鉄道と折半出資にて名古屋電子エンジニアリングを設立
- 1983年(昭和58年) 東朋製作所を東朋エレクトロニクスに社名変更
- 1990年(平成2年) 東亜工業と東亜家庭電器を合併し、東朋テクノロジーに社名変更
- 1994年(平成6年) 東朋テクノロジーと東朋エレクトロニクスを統合合併。上海市青浦区青浦鎮工業公司との合弁会社、上海東朋電子技術有限公司を設立
- 1999年(平成11年) 米国KLAテンコール社から液晶検査装置FP20の独占的製造・販売権を取得
- 2001年(平成13年) 上海に東朋技術（上海）有限公司を設立
- 2002年(平成14年) 米国KLAテンコール社から半導体検査装置フレクサスの製造・販売権を取得。上海市青浦工業園区に上海東朋科技有限公司を設立
- 2004年(平成16年) 上海東朋科技有限公司新工場完成。米国ナノメトリクス社のFPD事業部門を買収し、膜厚測定装置の製造・販売を開始
- 2009年(平成21年) 米国ザイゴ社から液晶検査装置の製造・販売権を取得
- 2012年(平成24年) TOHO　TECHNOLOGY　Corp.（アメリカ現地法人）を設立。PT. TOHO TECHNOLOGY INDONESIA（インドネシア現地法人）を設立
- 2013年(平成25年) 米ナノメトリクス社より技術移管を受け、膜厚測定装置TohoSpec3000の製造・販売を開始
- 2015年(平成27年) 吉田電機工業株式会社を合併。株式会社ダイトーマイテックの株式を100%取得し、子会社化。
- 2019年(令和元年) 株式会社相互設備を合併
- 2020年(令和2年) 汽罐(きかん)化学工業株式会社（大阪市）の株式を100%取得し、子会社化。
- 2021年(令和3年) 長宅(ながけ)電機工業株式会社（尼崎市）の株式を100%取得し、子会社化。

## 関連企業
- 東朋空調システム株式会社
- 株式会社ナコー
- 株式会社ダイトーマイテック
- 汽罐化学工業株式会社
- 長宅電機工業株式会社
- 上海東朋科技有限公司
- 東朋技術（上海）有限公司
- TOHO TECHNOLOGY INC.
- PT. TOHO TECHNOLOGY INDONESIA